# Mama (singel Dody)
„Mama” – utwór polskiej piosenkarki Dody. Jest to szósty singel promujący jej czwarty album studyjny pt. Aquaria (oraz pierwszy singel z reedycji płyty). Premiera piosenki odbyła się 4 października 2023 na antenie Radia RMF FM, Eski oraz RMF Maxx.
30 grudnia 2023 wydano teledysk do utworu, który został wyreżyserowany przez Przemysława Dzienisa. 30 grudnia 2024 singel pokrył się złotem.

## Występy telewizyjne z utworem
| Koncert/gala                    | Data             | Transmisja telewizyjna | Źródło |
| ------------------------------- | ---------------- | ---------------------- | ------ |
| Doda. Dream show - Aquaria Tour | 3 listopada 2023 | Polsat                 | [ 4 ]  |
| Sylwestrowa Moc Przebojów 2023  | 31 grudnia 2023  | Polsat                 | [ 5 ]  |
| Dzień Dobry TVN                 | 13 stycznia 2024 | TVN                    | [ 6 ]  |
| Fryderyki 2024                  | 22 marca 2024    | TVN                    | [ 7 ]  |
| Roztańczony PGE Narodowy        | 28 września 2024 | Polsat                 | [ 8 ]  |

## Notowania

### Pozycje na listach airplay
| Kraj   | Notowanie                      | Najwyższa pozycja na liście | Źr.   |
| ------ | ------------------------------ | --------------------------- | ----- |
| Polska | OLiS – oficjalna lista airplay | 8                           | [ 9 ] |

### Listy przebojów
| Notowanie                                                 | Najwyższa pozycja na liście | Źr.    |
| --------------------------------------------------------- | --------------------------- | ------ |
| Nasze Radio (HitFm)                                       | 3                           | [ 10 ] |
| Polskie Radio Katowice (Lista Przebojów)                  | 1                           | [ 11 ] |
| Polskie Radio Londyn (London Top 20)                      | 2                           | [ 12 ] |
| Polskie Radio Pomorza i Kujaw (Lista Przebojów Radia PiK) | 8                           | [ 13 ] |
| Radio Bielsko (Hit Lista)                                 | 1                           | [ 14 ] |
| Radio Eska (Gorąca 20)                                    | Propozycja                  | [ 15 ] |
| Radio Express (Disco Lista)                               | 1                           | [ 16 ] |
| Radio Radom (Lista Przebojów Radia Radom 87,7)            | 1                           | [ 17 ] |
| Radio Strefa FM (Strefa Aktualnych Hitów)                 | 1                           | [ 18 ] |
| Radio Sud (Lista Hitów)                                   | 1                           | [ 19 ] |
| Radio Zachód (Mniej Więcej Lista)                         | 14                          | [ 20 ] |
| Radio Zet (Lista przebojów Radia Zet)                     | 1                           | [ 21 ] |
| Radio Ziemi Wieluńskiej (Przebojowa Lista)                | 5                           | [ 22 ] |
| RMF FM (Poplista)                                         | 1                           | [ 23 ] |
| RMF Maxx (Hop Bęc)                                        | 2                           | [ 24 ] |
| Wietrzne Radio (TOP 15)                                   | 4                           | [ 25 ] |
| Vox FM (Best Lista)                                       | 9                           | [ 26 ] |
| Trendy Radio (Trendy Lista)                               | 1                           | [ 27 ] |

Telewizja
| Notowanie             | Najwyższa pozycja na liście | Źr.    |
| --------------------- | --------------------------- | ------ |
| 4fun.tv (Ulubiona 20) | 15                          | [ 28 ] |

## Nominacje i wyróżnienia
| Rok  | Konkurs          | Kategoria                | Rezultat    | Źr.    |
| ---- | ---------------- | ------------------------ | ----------- | ------ |
| 2024 | Plebiscyt RMF FM | Przebój roku RMF FM 2024 | 28. miejsce | [ 29 ] |

## Certyfikaty
| Kraj          | Certyfikat  | Sprzedaż |
| ------------- | ----------- | -------- |
| Polska (ZPAV) | złota płyta | 25 000+  |